# Atalja
Atalja var regerande drottning i Juda rike cirka 845 f.Kr.–840 f.Kr. eller 841 f.Kr.–835 f.Kr., sedan hennes son Achasja dödats av Jehu. 
Hon ska ha försökt utplåna hela kungaätten, men hon misslyckades eftersom en syster till kung Achasja förde undan Achasjas son Joash och höll honom gömd i Jerusalems tempel. Joash blev sedan vid sju års ålder kung över Juda rike.

## Eftermäle
Asteroiden 515 Athalia är uppkallad efter henne.

## Inom fiktion
Atalja (eller Athalie) är titelfigur i Racines tragedi Atalja från 1691.

## Bilder

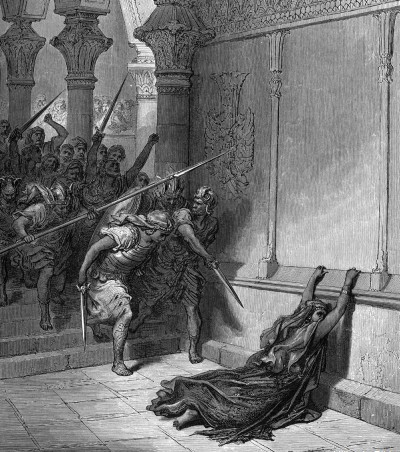
Gustave Doré – Ataljas död.